# Fflint
Fflint of Llewelyn Fflint is een Nederlands-Belgische stripreeks. 

## Inhoud
De verhalen spelen zich af in het negentiende-eeuwse Londen. Het hoofdpersonage Llewelyn Fflint is een bibliothecaris in het National Museum en is ook een detective.

## Publicatiegeschiedenis
Eind 1968 werd Hetty Hagebeuk hoofdredacteur van het Nederlandse stripblad Pep en zij zette het nieuwe beleid van haar voorganger verder. Het stripblad kreeg in 1970 meer pagina's en er verscheen ook werk van andere tekenaars, waaronder deze stripreeks.
Van 1972 tot 1973 verscheen deze strip in Pep onder de naam Llewelyn Fflint. Er verschenen drie korte verhalen getekend door Peter van Straaten op scenario van Yvan Delporte. In het eerste verhaal tekende Van Straaten de strip zonder kaders, maar in de latere verhalen tekende hij het onder druk van de redactie met kaders. Een vierde verhaal werd niet gepubliceerd. Van Straaten had naar eigen zeggen steeds meer moeite met de scenario's van Delporte, waarna de strip werd stopgezet.
In 2016 verscheen het Nederlandse stripblad StripGlossy. In dat tijdschrift verscheen een remake van deze stripreeks. Het eerste verhaal, Het mysterie van de nevelhaaien, werd herwerkt door Fred de Heij op scenario van Ger Apeldoorn, waarna ze nieuwe korte verhalen maakten.

## Verhalen
| Titel                           | Aantal pagina's | Publicatiejaar Pep |
| ------------------------------- | --------------- | ------------------ |
| Het mysterie van de nevelhaaien | 8               | 1972               |
| Het teken der verdoemden        | 8               | 1972               |
| De poltergeist van Badham House | 8               | 1973               |

Bovenstaande verhalen werden in 1997 gebundeld in een stripalbum voor de abonnees van het tijdschrift Stripschrift naar aanleiding van het dertigjarig bestaan van dat tijdschrift. In 2017 werden de eerste vier verhalen uit StripGlossy gebundeld in een album.